# Irene Bowder
Irene Bowder Peacock (Ferozepur, 27 luglio 1892 – Johannesburg, 13 giugno 1978) è stata una tennista sudafricana.

## Biografia
Rappresentò l'Unione Sudafricana, nata Irene Bowder prese il cognome del marito, Gerald Eustace Peacock, che sposò il 14 novembre 1917. Giunse in finale nel 1927 all'Open di Francia (singolare femminile) dove perse contro Kea Bouman con il punteggio di 6-2, 6-4 per l'olandese.
Nello stesso anno vinse il doppio femminile esibendosi con Bobbie Heine, riuscendo ad avere la meglio su Peggy Saunders e Phoebe Watson con il punteggio di 6-2, 6-1.
Al torneo di Wimbledon doppio femminile per due volte venne eliminata alla finale, la prima nel 1921 in coppia con Winifred Beamish la seconda nel 1927 con la connazionale Bobbie Heine.